# 1 (chiffre)
Chiffre un, 1
Pour les articles homonymes, voir Un.
Pour l'année 1 du calendrier julien, voir 1.
Le un (1) est un chiffre arabe, utilisé notamment pour signifier le nombre un.
Le terme « chiffre » désigne ici le signe scriptural utilisé pour écrire des nombres ou des numéros. Le terme « nombre » se réfère, quant à lui, à l’objet mathématique en tant que quantité et aux concepts qui s’y rapportent.
Avec les autres chiffres arabes, il est utilisé par le monde occidental et le reste du monde pour l'écriture des nombres (notamment dans le cadre du système de numération indo-arabe), ainsi que pour la plupart des systèmes de numérotation.

## Évolution du glyphe
Le glyphe utilisé aujourd'hui dans le monde occidental pour représenter le chiffre et le nombre « 1 » est une ligne verticale, souvent avec un petit empattement au sommet et parfois une petite ligne horizontale à la base. Il trouve ses racines chez les brahmanes hindous. Ceux-ci écrivaient « 1 » sous forme d'une ligne horizontale 一. C'est la manière dont il est écrit aujourd'hui en Chine (Yī) et au Japon (Ichi).
Les Gupta l'écrivaient comme une ligne incurvée, et les Nagari quelquefois ajoutaient un petit cercle sur la gauche (tourné d'un quart de tour vers la droite, ceci ressemble au 9 puis devint l'écriture actuelle dans les écrits du Gujarat et du Pendjab).
Les Népalais les tournaient aussi vers la droite, mais gardaient le petit cercle. Ceci devint finalement le serif du sommet dans l'écriture moderne, mais la petite ligne horizontale occasionnelle a probablement comme origine la ressemblance avec l'écriture romaine I.

## Affichage à sept segments
Voici le « 1 » dans un affichage à sept segments, utilisé notamment sur certains écrans de visualisation :

Affichage du « 1 ».

## Galerie d'images

Le logo de la mission STS-111 de la navette spatiale Endeavour vers la Station spatiale internationale en 2002. Les trois « 1 » signifiant le numéro de la mission, de par leur forme verticale, se confondent avec la représentation stylisée des flammes blanches de la navette.